# Mati Erelt

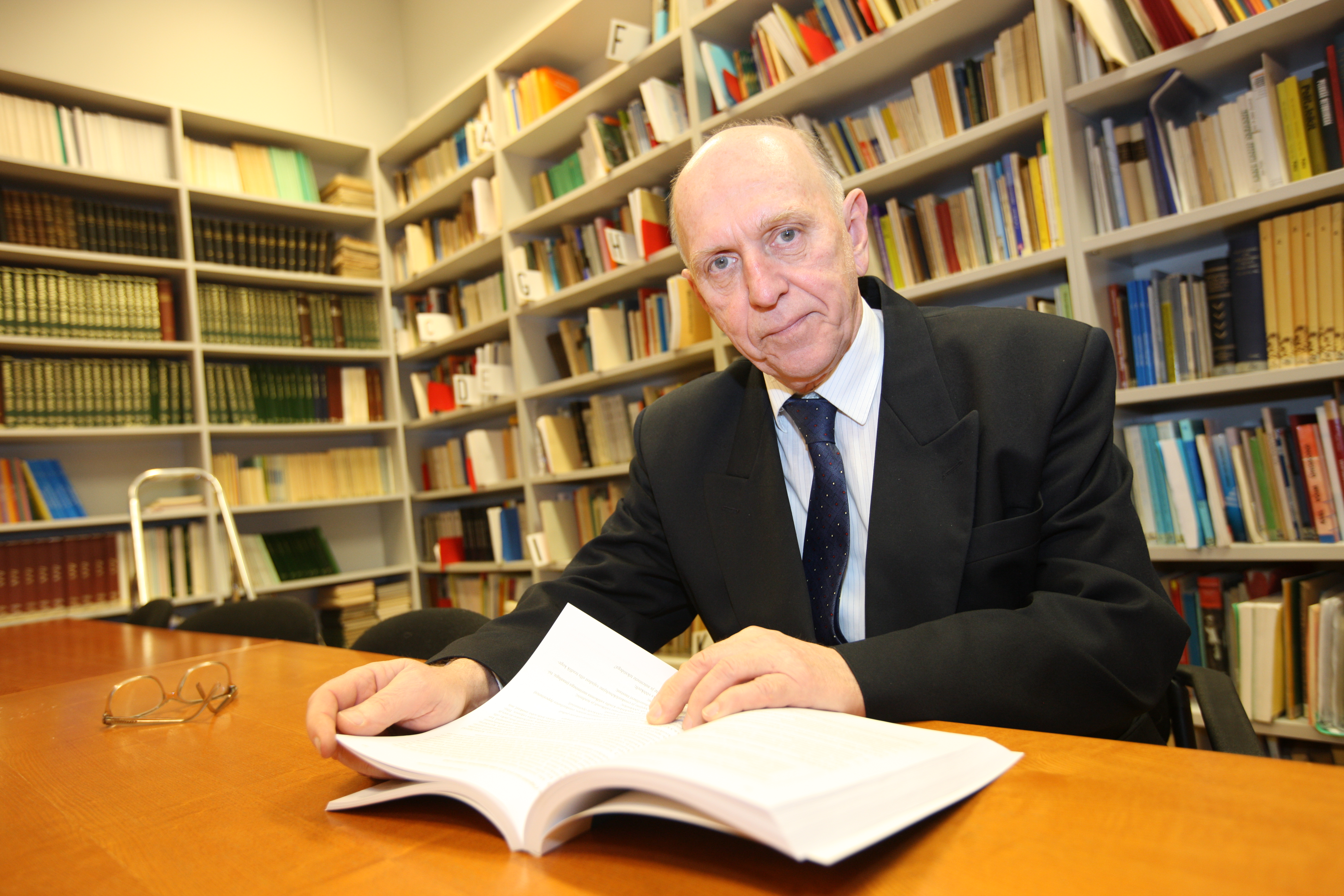
Mati Erelt, 2008

Mati Erelt (* 12. März 1941 in Tallinn; † 12. Oktober 2024) war ein estnischer Sprachwissenschaftler und Hochschullehrer.

## Leben
Erelt machte 1959 in Tallinn das Abitur und studierte anschließend zunächst an der Technischen Universität Tallinn, bevor er sich 1961 entschloss, an der Universität Tartu Estnisch zu studieren. Das Studium schloss er 1965 mit dem Diplom ab.
Von 1969 an arbeitete Erelt am Institut für Sprache und Literatur in Tallinn. 1971 verteidigte er an der Universität Tartu seine Kandidatenarbeit, zehn Jahre später seine Doktorarbeit zur Syntax des estnischen Adjektivs. Ab 1989 war er Professor an der Pädagogischen Hochschule in Tallinn, von 1991 bis 1995 Gastprofessor an der Universität Helsinki. Ab 1995 war er Professor am Lehrstuhl für Estnisch in Tartu, wo er noch bis 2012 eine Stelle als Wissenschaftler bekleidete.

## Forschungstätigkeit
Erelt war einer der ersten Schüler von Huno Rätsep, unterschied sich von seinem Lehrer aber dadurch, dass er vornehmlich typologisch arbeitete. Unter seiner Leitung entstanden später an seinem Lehrstuhl zahlreiche Arbeiten zur Typologie, darunter die vielbändige Serie Estonian: Typological Studies. Erelts Forschungsschwerpunkt lag auf dem Gebiet der Syntax, hier hat er mehrere Monografien vorgelegt.

## Ehrungen
- 2005 Orden des weißen Sterns (IV. Klasse)
- 2008 Ferdinand-Johann-Wiedemann-Preis
- 2011 Ehrenmitglied der Gesellschaft für Muttersprache

## Bibliografie (Auswahl)

### Monografien
- Eesti adjektiivide süntaks. Gradatsioon. Tallinn: Teaduste Akadeemia 1977. 62 S.
- Eesti lihtlause probleeme. Tallinn: Eesti Raamat 1979. 59 S.
- Predikatiivne adjektiiv (Lausemallid). Tallinn: Eesti Raamat 1979. 53 S.
- Adjektiivatribuut eesti keeles. Tallinn: Valgus 1980. 52 S.
- da-infinitiivi süntaktilised funktsioonid tänapäeva eesti keeles. Tallinn: Eesti NSV Teaduste Akadeemia 1984. 35 S.
- Liitlause eesti keeles. Tallinn: Teaduste Akadeemia 1986. 80 S.
- Eesti lauseõpetuse põhimõtted. Tallinn: Teaduste Akadeemia 1986. 38 S.
- Eesti lauseliikmeist (grammatika marginaale). Tallinn: Eesti NSV Teaduste Akadeemia 1989. 61 S.
- (gemeinsam mit Tiiu Erelt) 1992: Virolais-suomalainen kielitieteen sanasto. Helsinki: Helsingin yliopiston suomalais-ugrilainen laitos 1992. 122 S. = Eesti-soome keeleteaduse sõnastik. Tartu: Tartu Ülikool 1995. 166 S.
- (gemeinsam mit Tiiu Erelt und Kristiina Ross): Eesti keele käsiraamat. Tallinn: Eesti Keele Sihtasutus 1997. 617 S.
- Estonian language. Tallinn: Estonian Academy Publishers 2003. 412 S.

### Aufsätze
- Elatiivi funktsioonide transformatoorsest analüüsist, in: Keel ja Struktuur [1], 1965, S. 46–66.
- Eesti keele süntaksi ülesehitus, in: Keel ja Kirjandus #/1974, S. 274–283.
- Reduplication in Estonian, in: Estonian: Typological Studies II, 1997, S. 9–41.
- (gemeinsam mit Helle Metslang): Oma või võõras?, in: Keel ja Kirjandus 10/1998, S. 657–668.
- Agreement in Estonian, in: Estonian: Typological Studies III, 1999, S. 7–46.
- 1990. aastad eesti keele uurimises, in: Akadeemia 10/1999, S. 2053–2067.
- Arvuühildumisest tänapäeva eesti kirjakeeles, in: Keel ja Kirjandus 3/2000, S. 180–189.
- On the Pro-Forms in Estonian, in: Estonian: Typological Studies IV, 2000,m S. 7–18.
- Some notes on the grammaticalization of the verb pidama in Estonian, in: Estonian: Typological Studies V, 2001, S. 7–25.
- Evidentiality in Estonian and some other languages. Introductory remarks, in: Linguistica Uralica 38, 2002, S. 93–97.
- Does Estonian have the jussive?, in: Linguistica Uralica 38, 2002, S. 110–117.
- (gemeinsam mit Helle Metslang): Case marking of the predicative in Estonian, in: Linguistica Uralica 39, 2003, S. 166–174.
- Märkmeid eesti keele komplekslause kohta, in: Keel ja Kirjandus 6/2004, S. 401–413.
- (gemeinsam mit Helle Metslang): Grammar and pragmatics: Changes in the paradigm of the Estonian imperative, in: Linguistica Uralica 40, 2004, S. 161–178.
- Source-marking resultatives in Estonian, in: Linguistica Uralica 41, 2005, S. 20–29.
- (gemeinsam mit Helle Metslang): Estonian clause patterns – from Finno-Ugric to standard average European, in: Linguistica Uralica 42, 2006, S. 254–266.
- Concerning the relationship of the comitative construction to the coordinating construction in Estonian, in: Linguistica Uralica 44, 2008, S. 97–107
- Intensifying reduplication in Estonian, in: Linguistica Uralica 44, 2008, S. 268–277.
- (gemeinsam mit Helle Metslang): Some Notes on Proximative and Avertive in Estonian, in: Linguistica Uralica 45, 2009, S. 178–191.

## Sekundärliteratur
- Tiit-Rein Viitso: Mati Erelt 60, in: Keel ja Kirjandus 3/2001, S. 216–218.
- Keele kannul. Pühendusteos Mati Erelti 60. sünnipäevaks 12. märtsil 2001. Koostanud ja toimetanud Reet Kasik. Tartu: Tartu Ülikooli eesti keele õppetool 2001. 361 S.
- Helle Metslang: In memoriam Mati Erelt. 12. III 1941-12. X 2024, in: Keel ja Kirjandus 12/2024, S. 1155–1157.